# Pedrera de la Colònia
La Pedrera de la Colònia és una antiga explotació d'extracció de pedra per a la construcció del terme municipal de Monistrol de Calders, al Moianès.
Actualment està del tot abandonada. Està situada al costat nord-est de la Colònia, i també al costat de la carretera B-124, a ran de la pista asfaltada que mena a la Païssa.